# 鳳山上里
鳳山上里，是台灣南部自清治時期至日治初期的一個行政區劃，其範圍即今高雄市的小港區東部及鳳山區東南部。
鳳山上里西北邊為大竹里，東北邊為小竹上里，東邊為小竹下里，西邊為鳳山下里。

## 管轄街庄
鳳山上里共轄8個庄：
- 今小港區境內：中大厝庄、空地仔庄、莿蔥腳庄、中廍庄、大坪頂庄、二橋庄
- 今鳳山區境內：灣仔頭庄、過埤仔庄